# Yuanyang, Chongqing
Yuanyang (kinesiska: 鸳鸯) är ett stadsdelsdistrikt i sydvästra Kina. Det ligger i stadsdistriktet Yubei i storstadsområdet Chongqing, omkring 12 kilometer norr om det centrala stadsdistriktet Yuzhong. Antalet invånare är 37 009. Befolkningen består av 16 552 kvinnor och 20 457 män. Barn under 15 år utgör 11,0 %, vuxna 15-64 år 83 %, och äldre över 65 år 5,0 %.